# 몰디브인
몰디브인(Maldives People)은 디베히어를 사용하는 몰디브의 주요 민족을 말하거나, 몰디브의 국민을 뜻한다.

## 역사
1세기경, 몰디브 제도에 싱할라인이 건너와 살아온 후로 역사가 시작되었다.
처음에 이 지역에 살던 사람들은 불교를 믿었으나, 이슬람 상인의 빠른 전파로 몰디브인은 순식간에 이슬람교로 전부 개종되었다.
훗날에, 영국의 지배를 받은 뒤에, 1965년에 몰디브가 독립을 선언하였다.

## 거주 국가
대부분 몰디브에 거주한다.
일부는 스리랑카, 인도등지에도 소수 거주한다.

## 언어
디베히어를 쓴다.

## 문화
이슬람 문화가 주요 문화이다.

## 특징
몰디브인은 조상이 스리랑카의 싱할라인이 몰디브로 건너와 살았다는 역사가 있다.

## 같이 보기
- 인도인
- 싱할라인